# Gynoplistia flavipes
Gynoplistia flavipes är en tvåvingeart som beskrevs av Günther Theischinger 1993. Gynoplistia flavipes ingår i släktet Gynoplistia och familjen småharkrankar. Inga underarter finns listade i Catalogue of Life.